# ستون زن‌پیکر

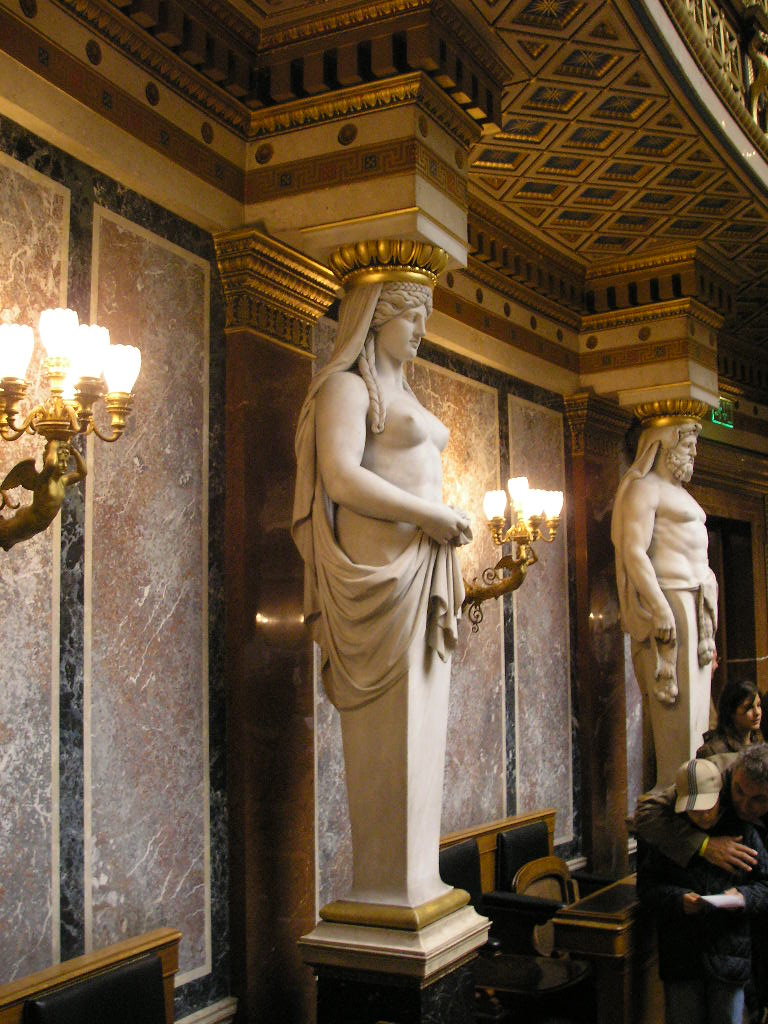
پارلمان اتریش در وین.

ستون زن‌پیکر (به یونانی: Καρυάτις، تلفظ: کاریاتید) نام نوعی ستون در معماری یونان باستان و مصر باستان است.
در این‌گونه ستون ساختمان‌ها به شکل پیکر زنانه ساخته می‌شود.
معروف‌ترین ستون‌های زن‌پیکر ستون‌های نیایشگاه ارختئیون (Έρέχθειον) آتن است.
در معماری رنسانس و سده‌های ۱۸ و ۱۹ نیز این‌گونه ستون‌ها کاربرد زیادی داشته‌است. 
ستون‌هایی که در آن پیکر مردانه تراشیده می‌شد معمولاً شکلی تناور و پهلوانی داشت و از این‌رو این‌گونه ستون‌ها را ستون پهلوان‌پیکر می‌نامند. 

## پیشینه
ویتروویوس، معمار و یکی از لشکریان رومی در کتاب خود خاستگاه این‌گونه ستون‌ها را در یونان این‌گونه توضیح داده‌است:
در جنگ یونانیان علیه ایرانیان، مردم کاریا (نزدیک اسپارت در لاکونیا) از ایران پشتیبانی کردند. زمانی که یونانی‌ها سرانجام از پیشرفت ایرانیان در خاک یونان جلوگیری کردند، به تنبیه کاریایی‌ها پرداختند. مردان کاریایی را کشتند و زنانشان را به بردگی بردند. مقرر شد که این زنان بایستی برای ابد باری به‌دوش بکشند. و این‌گونه ستون‌ها نمادی است از بارکشی ابدی زنان کاریایی. 
با این حال، توضیح ویترویوس مشکوک است. بسیار پیش از جنگ‌ با پارس‌ها، در یونان و خاور نزدیک باستان از مجسمه‌های زن به‌منزلهٔ تکیه‌گاه تزئینی استفاده می‌شد. کامیل پالیا در کتاب تصاویر درخشان توضیح ویترویوس را به‌منزلهٔ یک خطا رد می‌کند و حتی در اثر مری لفکوویتز، بازبینی در آتن سیاه، از آن ذکری به میان نیامده است. هر دوی آن‌ها می‌گویند که این اصطلاح به زنان جوانی گفته می‌شود که آرتمیس را در کاریا از طریق رقص پرستش می‌کنند. لفکوویتز می‌گوید که این اصطلاح از شهر اسپارتی کاریا می‌آید، جایی که زنان جوان در اطراف مجسمهٔ الهه آرتمیس در فضای باز، که در محلی با درخت گردو شناخته می‌شود، حلقه می‌زدند و می‌رقصیدند. برنارد سرجنت تصریح می‌کند که رقصندگان از نزدیکی اسپارت به شهر کوچک کاریا آمدند. با این وجود، ربط دادن کاریاتیدها به برده‌داری همچنان ادامه دارد و در هنر رنسانس رایج است.
نخستین ستون‌های زن‌پیکر که در آسیای میانه به کار رفته‌است از شهر کهن پنجکنت در تاجیکستان امروزی به دست آمده‌است.

## نگارخانه

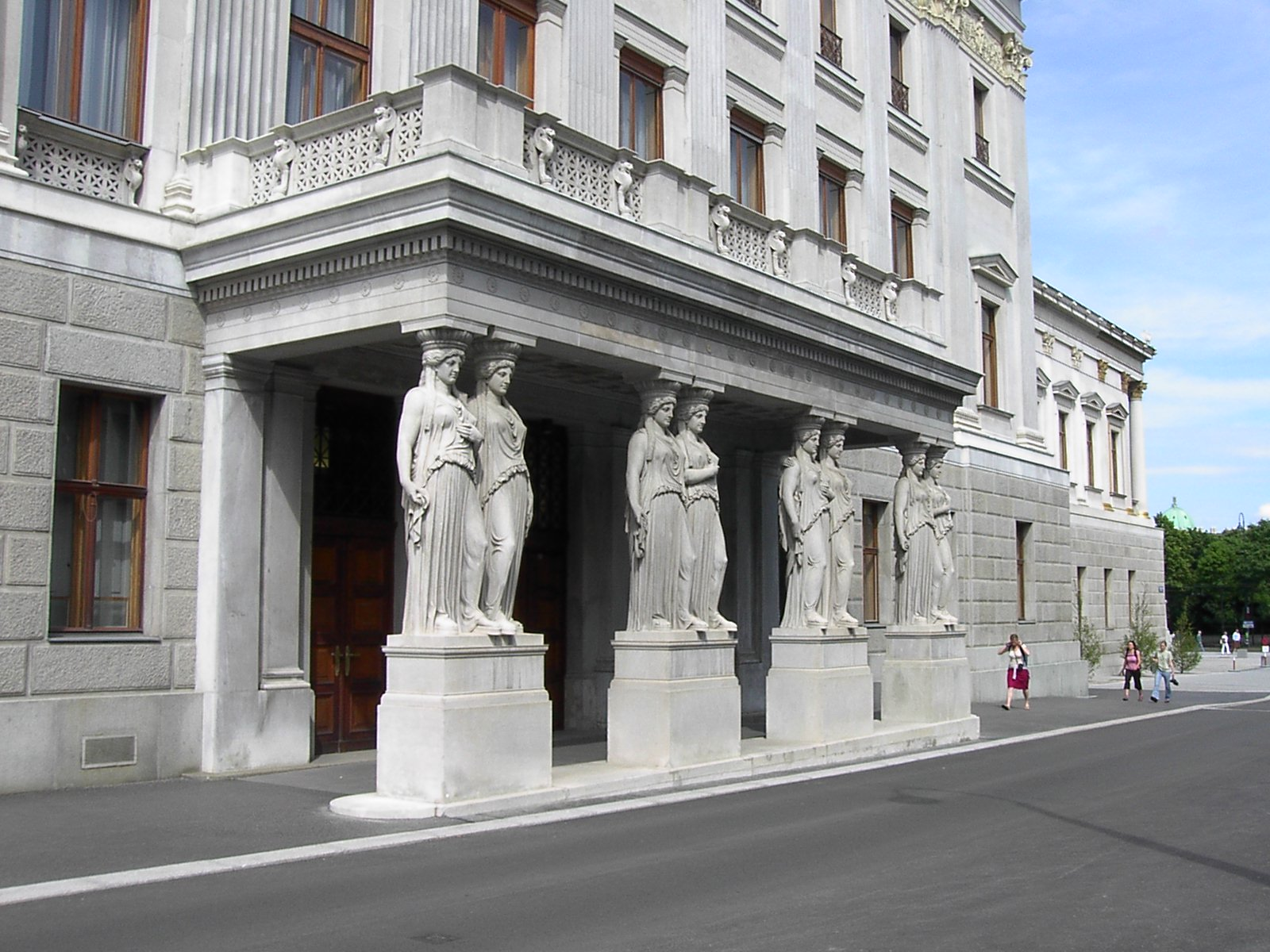
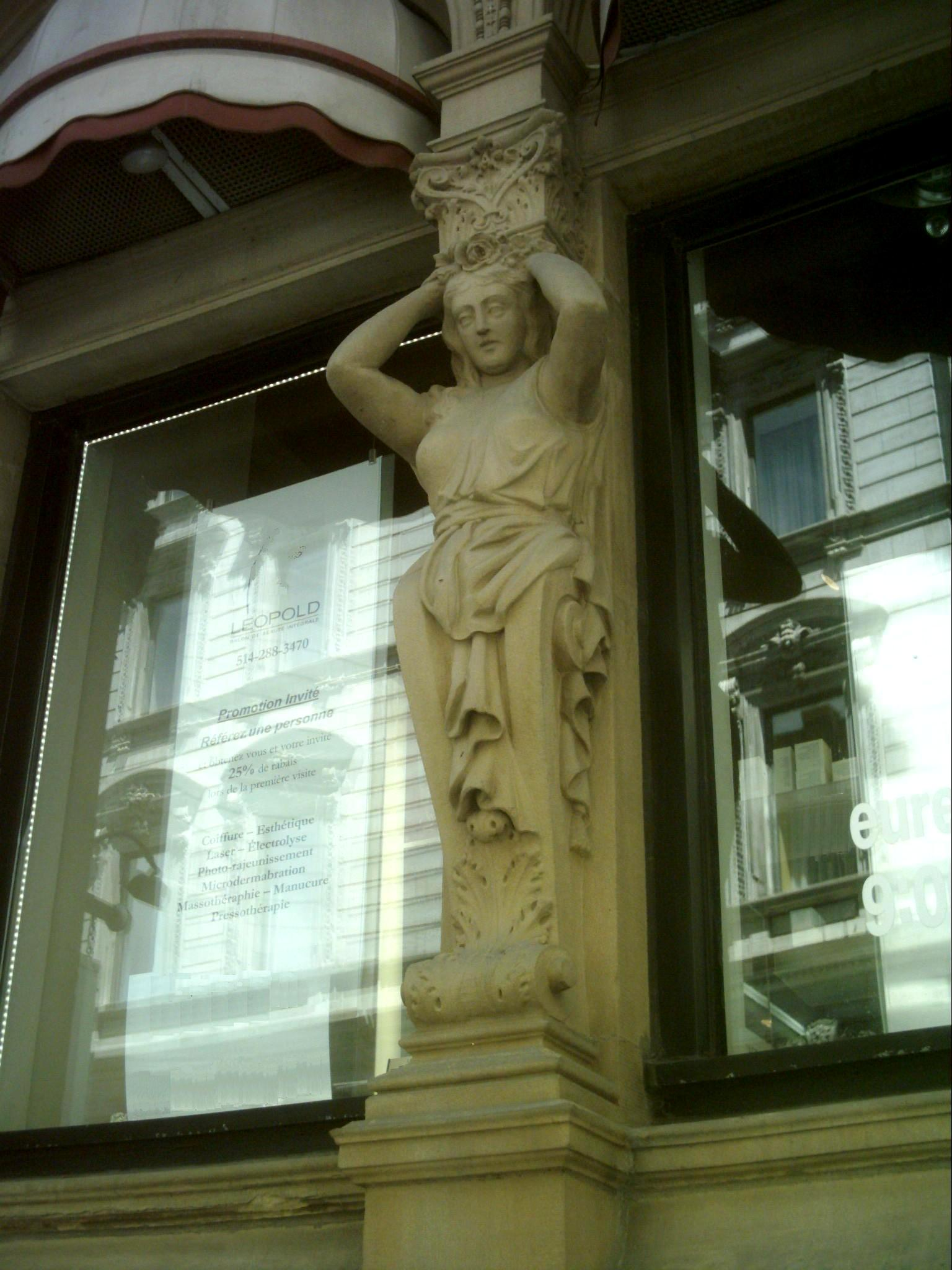
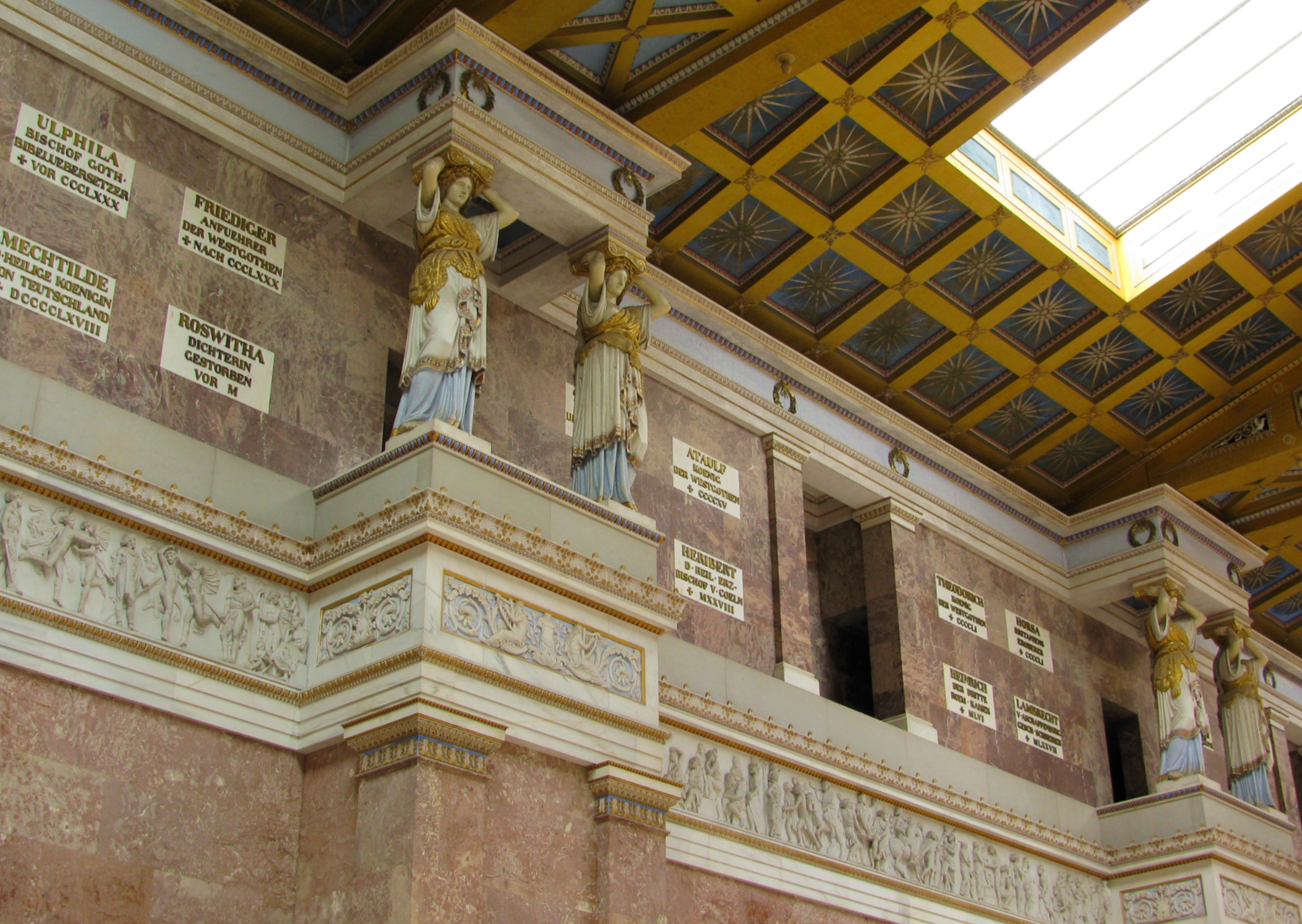
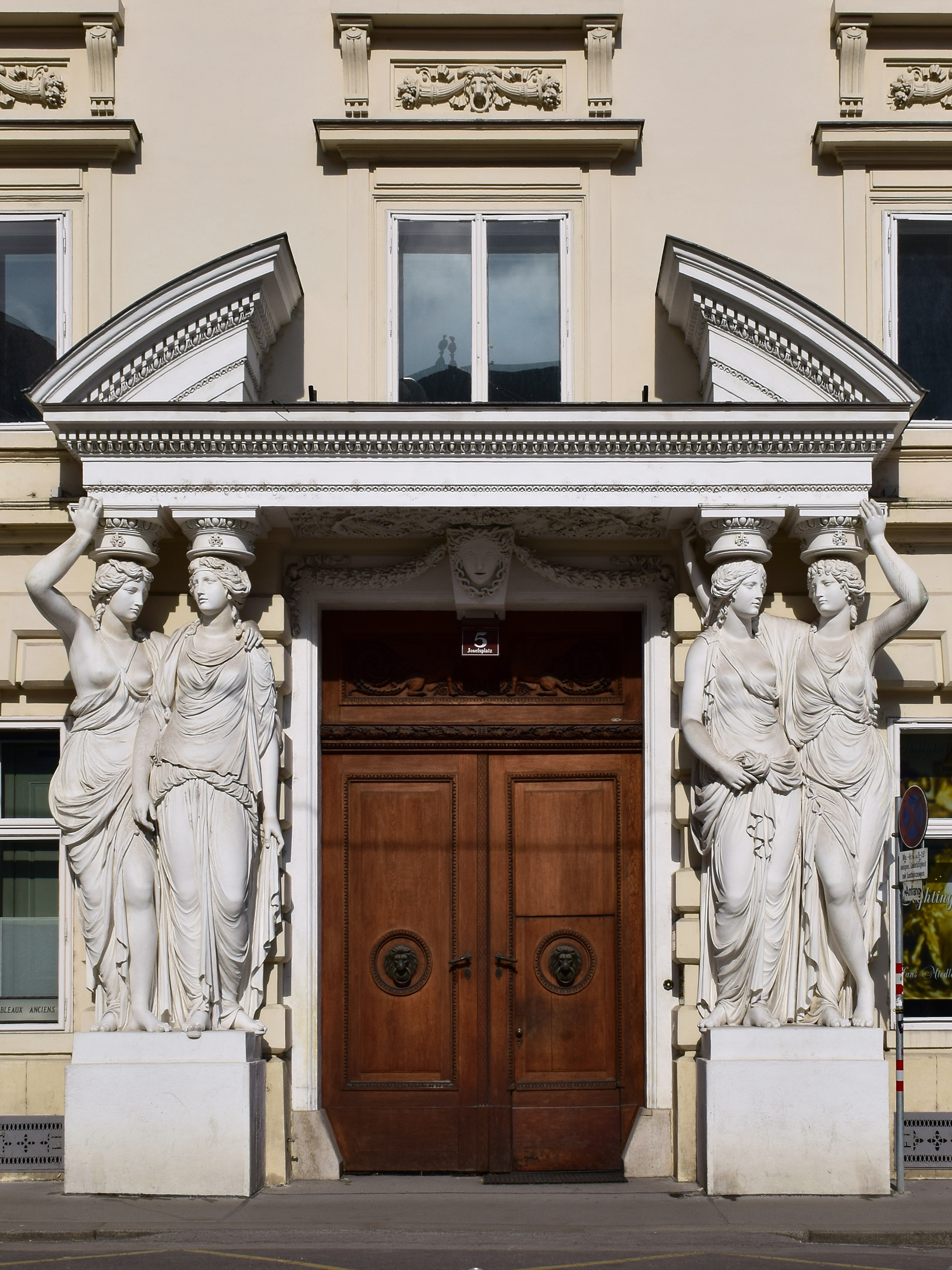
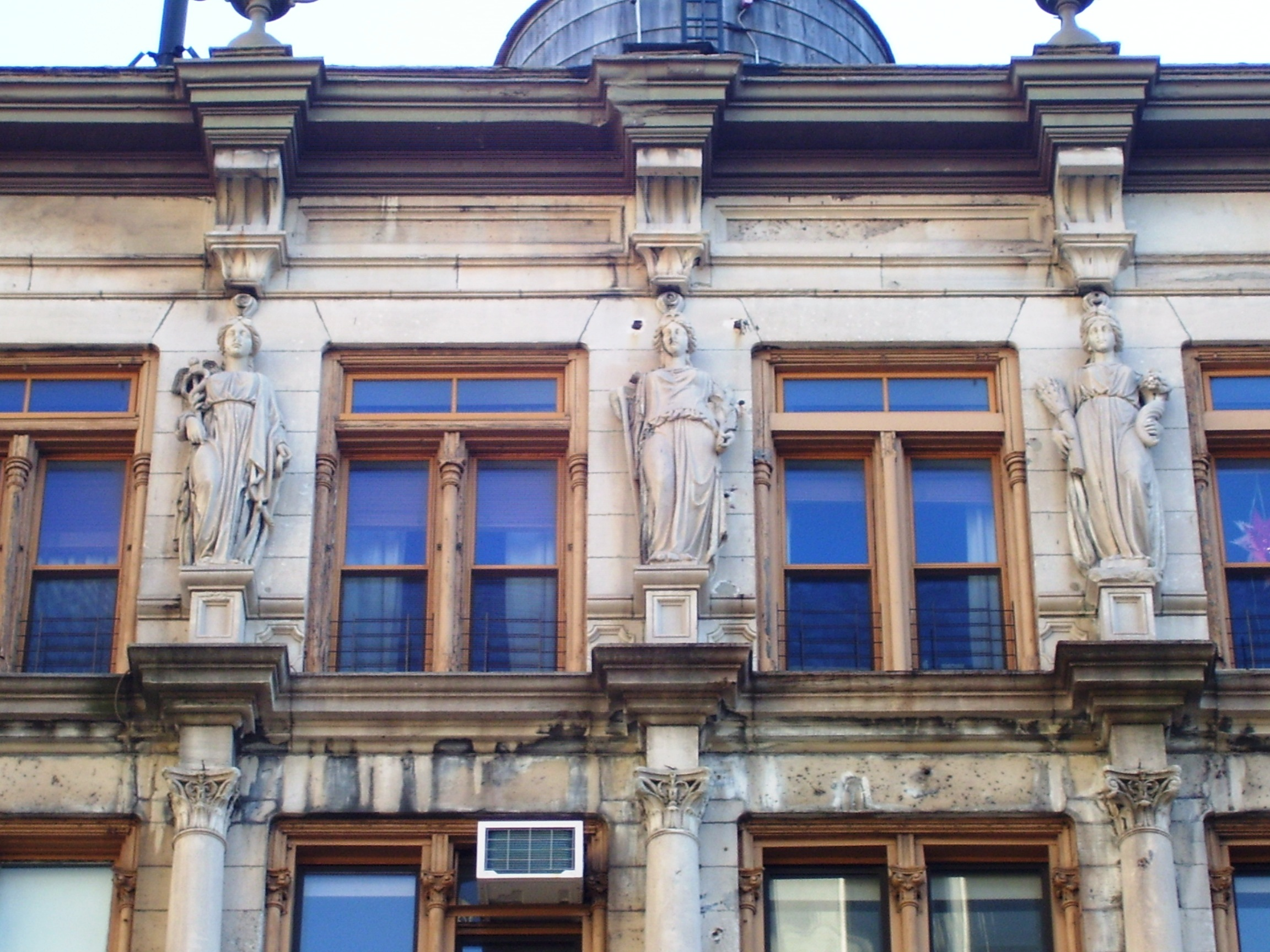
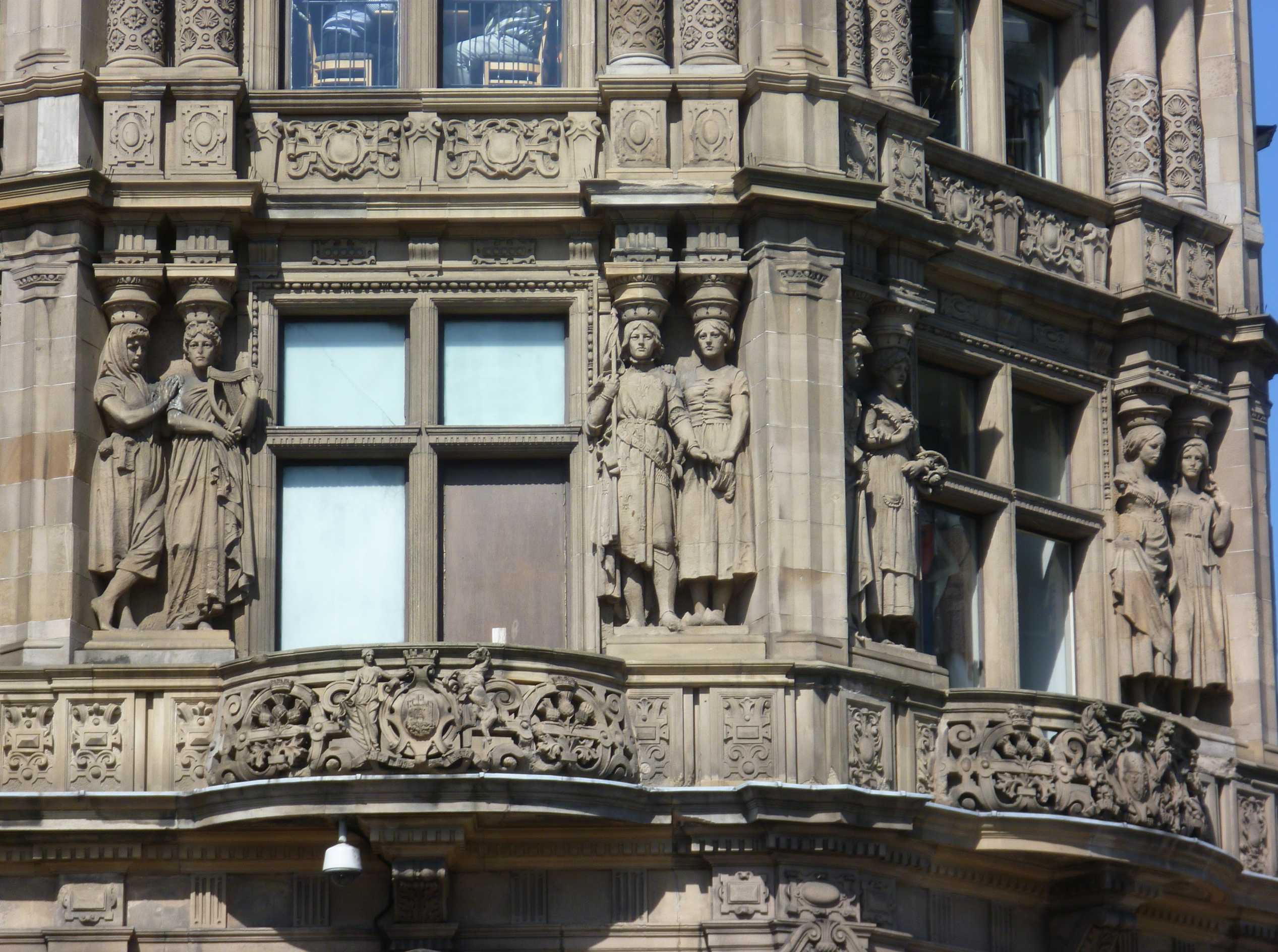
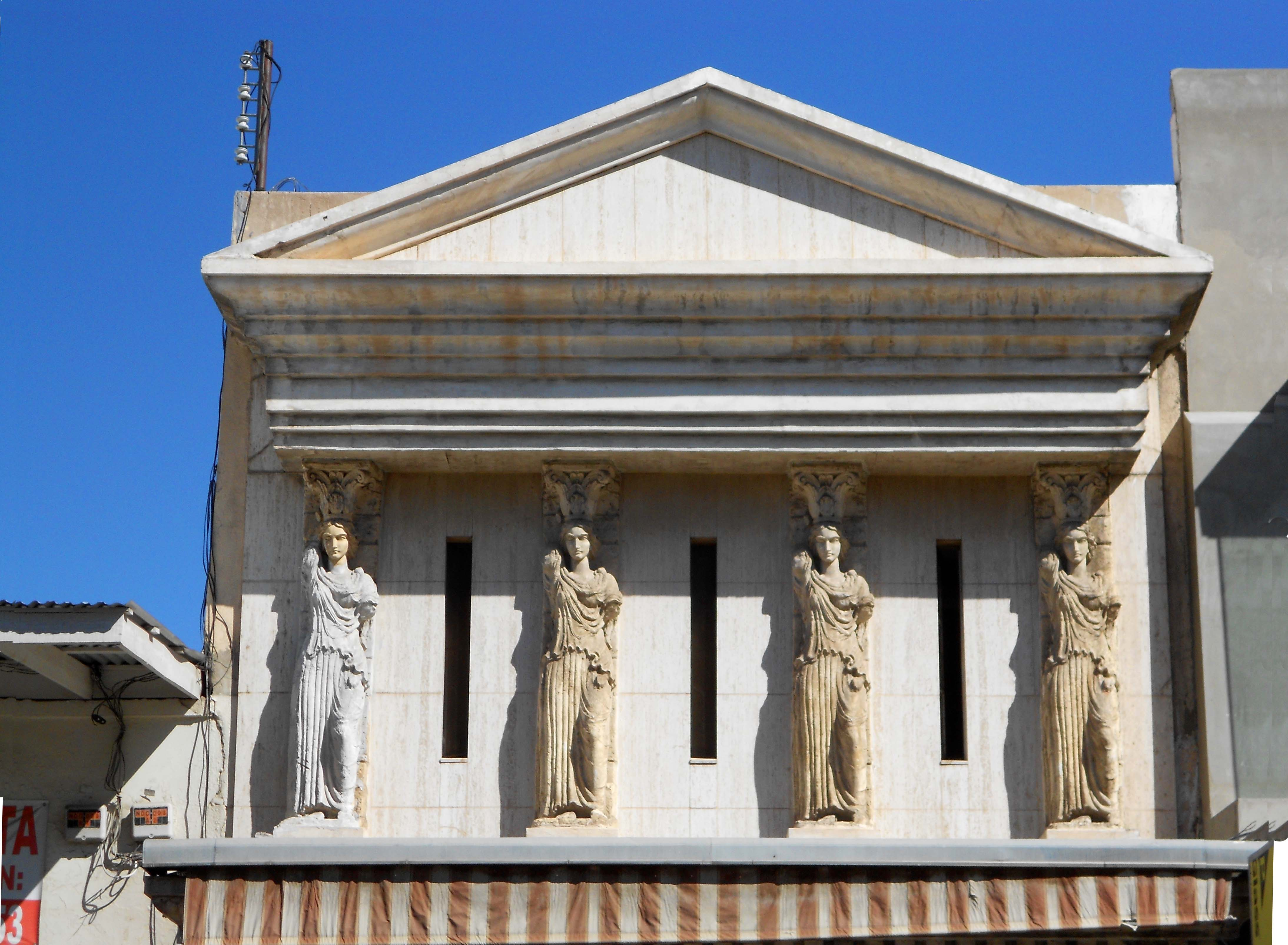